# Момент силе
Момент силе или обртни момент је величина у механици обртног (ротационог) кретања која је аналогна улози силе код праволинијског (транслационог) кретања. При дејству силе, момент силе изазива обртно кретање тела. Интензитет момента силе је једнак производу силе и њеног најкраћег растојања од осе ротације. На основу тога је очигледно да сила чији правац сече осу ротације тела има нулти момент, односно не може променити ротацију тела, због чега је код ротационог кретања и било нужно увести овај нови концепт момента силе (нпр. када седнете на бицикл ваша маса делује у правцу осе точкова, који се према томе неће покренути док не почнете да окрећете педале).
Концепт је настао из Архимедових студија о употреби полуге. Баш као што линеарна сила може да гура или вуче, обртни момент се може замислити као завртање предмета око одређене осе. Друга дефиниција обртног момента је да је то производ магнитуде силе и нормалне удаљености линије деловања силе од осе ротације. Симбол обртног момента је типично {\displaystyle {\boldsymbol {\tau }}}, мало слово грчког слова тау. У контексту момента силе, то се обично означава са М.
У три димензије, обртни момент је псеудовектор; за материјалну тачку, он је дат векторским производом вектора положаја (вектора удаљености) и вектора силе. Јачина обртног момента чврстог тела зависи од три величине: примењене силе, вектора полуге који повезује тачку око које се мери обртни момент и тачку примене силе, и угла између вектора силе и полуге. Ово се може изразити симболима као:
{\displaystyle {\boldsymbol {\tau }}=\mathbf {r} \times \mathbf {F} \,\!}
{\displaystyle \tau =\|\mathbf {r} \|\,\|\mathbf {F} \|\sin \theta \,\!}
где је
{\displaystyle {\boldsymbol {\tau }}} вектор момента и {\displaystyle \tau } је магнитуда момента,
 је вектор позиције (вектор од тачке око које се обртни моменат мери до тачке у којој се примењује сила)
 је вектор силе,
× означава векторски производ, чиме се произиводи вектор који је нормалан на r и F, у складу са правилом десне руке,
{\displaystyle \theta } је угао између вектора силе и вектора крака полуге.
СИ јединица за моменат је N⋅m.

## Терминологија
Џејмс Томсон, брат Лорда Келвина, увео је термин моменат (енгл. torque) у енглеску научну литературу 1884. године. Међутим, за моменат се користе различите варијанте назива, зависно од географског положаја и поља проучавања. Овај чланак следи дефиницију која се користи у физици у САД. У Великој Британији и у машинству у САД, примењује се назив момент силе, обично скраћен на момент. Ови термини су заменљиви у физици у САД и физичкој терминологији у Великој Британији, за разлику од америчког машинског инжењерства, где се термин torque користи за уско повезани „резултантни моменат спреге”.

## Дефиниција и однос са угаоним моментом
Сила примењена нормално на полугу помножена с њеним растојањем од тежишта полуге (дужином крака полуге) је њен обртни момент. На пример, сила од три њутна примењена два метра од тежишта, има исти обртни момент као и сила једног њутна, која је примењена шест метара од тежишта. Смер обртног момента може се одредити кориштењем правила десне руке: ако су прсти десне руке савијени од смера полуге према смеру силе, тада је палац усмерен у правцу момента.
Генералније, момент на честици у тачци (која има положај r у неком референтном оквиру) може се дефинисати као векторски производ:
{\displaystyle {\boldsymbol {\tau }}=\mathbf {r} \times \mathbf {F} ,}
где је  вектор положаја честице релативно на координатни почетак, а F је сила која делује на честицу. Магнитуда момента, τ, је дата са
{\displaystyle \tau =rF\sin \theta ,\!}
где је r растојање од осе ротације честице, F је магнитуда примењене силе, и θ је угао између позиције и вектора силе. Алтернативно,
{\displaystyle \tau =rF_{\perp },}
где је  количина силе усмерене нормално на позицију честице. Компонента силе усмерена паралелно на позицију честице не производи моменат.
Из својстава векторског производа произлази да је вектор обртног момента нормалан на векторе положаја и силе. Еквивалентно томе, вектор обртног момента дефинише раван у којој леже вектори положаја и силе. Резултирајући смер вектора момента је одређен правилом десне руке.
Нето обртни момент на телу одређује брзину промене угаоног момента тела,
{\displaystyle {\boldsymbol {\tau }}={\frac {\mathrm {d} \mathbf {L} }{\mathrm {d} t}}}
где је  вектор угаоног момента, а t је време.
За кретање тачкасте честице важи,
{\displaystyle \mathbf {L} =I{\boldsymbol {\omega }},}
где је I момент инерције, а ω је орбитална угаона брзина псеудовектора. Из овога следи
{\displaystyle {\boldsymbol {\tau }}_{\mathrm {net} }={\frac {\mathrm {d} \mathbf {L} }{\mathrm {d} t}}={\frac {\mathrm {d} (I{\boldsymbol {\omega }})}{\mathrm {d} t}}=I{\frac {\mathrm {d} {\boldsymbol {\omega }}}{\mathrm {d} t}}+{\frac {\mathrm {d} I}{\mathrm {d} t}}{\boldsymbol {\omega }}=I{\boldsymbol {\alpha }}+{\frac {\mathrm {d} (mr^{2})}{\mathrm {d} t}}{\boldsymbol {\omega }}=I{\boldsymbol {\alpha }}+2rp_{||}{\boldsymbol {\omega }},}
где је α угаоно убрзање честице, а p|| је радијална компонента њеног линеарног момента. Ова једначина је ротациони аналог Њутновог другог закона за тачкасте честица, и важи за било који тип путање. Треба имати на уму да иако су сила и убрзање увек паралелни и директно пропорционални, обртни моменат τ не мора бити паралелан или директно пропорционалан угаоном убрзању α. Ово произилази из чињенице да иако се маса увек бива очувана, то генерално није случај са моментом инерције.

## Симбол и јединица
Ознака за момент силе је велико слово M (на енглеском говорном подручју као ознака користи се грчко слово {\displaystyle \tau } (енгл. torque)). СИ јединица за момент силе је њутн-метар.

## Разматрање
Концепт момента силе или спрега сила посебно је важан за полугу, као једну од простих машина, чији је закон, познат још из античких времена, захваљујући Архимеду. Сила примењена на полугу помножена са њеним најкраћим растојањем од ослонца полуге (краком силе) једнака је интензитету момента ове силе. На пример, сила од три њутна која делује на растојању два метра од ослонца полуге, има исти момент као сила од једног њутна примењена на шест метара од ослонца. При томе, подразумева се да је растојање или крак силе у односу на ослонац мерено под правим углом у односу на правац силе (најкраће растојање). На основу тога лако је закључити да је код полуге сила толико пута мања од масе терета, колико је пута њен крак већи од крака терета (Архимедов закон полуге).
Математички, момент силе који делује на честицу (чији је вектор положаја у неком референтном систему {\displaystyle {\vec {r}}}) може се дефинисати као векторски производ вектора положаја и вектора силе, односно:
{\displaystyle {\vec {M}}={\vec {r}}\times {\vec {F}}}
где је {\displaystyle {\vec {r}}} вектор положаја честице у односу на извориште координатног система, а {\displaystyle {\vec {F}}} вектор силе која делује на честицу. Или, на основу особине векторског производа, добија се да је интензитет (јачина) вектора момента силе:
{\displaystyle \ M=rF\sin \theta }
где су {\displaystyle \ r} и {\displaystyle \ F} интензитети вектора положаја и силе, а {\displaystyle \ sin\theta } је синус угла {\displaystyle \theta } између њих.
Правац вектора момента силе је нормалан на раван у којој леже вектор положаја и вектор силе. Смер вектора момента силе одређује се “правилом десног завртња”, што значи да је једнак смеру напредовања десног завртња који би обртали у смеру од вектора {\displaystyle {\vec {r}}} ка вектору {\displaystyle {\vec {F}}}, краћим путем. Или, ако применимо правило “казаљки на сату”, померање од вектора {\displaystyle {\vec {r}}} ка вектору {\displaystyle {\vec {F}}}, краћим путем, супротно је смеру кретања казаљки на сату, посматрано са врха вектора момента силе {\displaystyle {\vec {M}}}.

## Пример
Мотор има стартни обртни момент од 150 Nm. Ако точак причвршћен на вратило мотора има дијаметар од 1 m, израчунај кочиону силу да би се спречило окретање система вратила мотора-точак.
Радијус је 0.5 m, дакле кочиона сила од:
{\displaystyle \mathbf {F} ={\frac {M}{r}}} = 300 N је потребна. Ако је радијус 2 метра, сила од 75 Њутна би била довољна да спречи ротацију.